# FC 남동
인천 FC 남동(Incheon Football Club Namdong)은 대한민국 인천광역시에 있었던 축구 선수단이다. 인천남동구민축구단이 운영했던 남자 세미프로 축구단이며, 2020년에 창단되었고 2022년에 해단되었다. 2019년에 창단 준비를 시작했으며 2020년 시즌부터 2022년 시즌까지 K4리그에 참가했다.

## 역사
2019년 8월 인천광역시 남동구가 K4리그 진입을 목표로 구민축구단을 창단한다고 밝혔다. 2019년 10월, 인천남동구민축구단의 공식 명칭이 FC 남동으로 확정됨을 밝혔고, 구단의 엠블럼이 공개되었다.
이후 12월 K4리그 참가 승인이 받아들여지면서 2020시즌부터 K4리그에 참여하게 되었다.
2022년 7월 27일, 인천 남동구는 FC 남동의 지원을 포기한다고 선언하여서 8월초부터 구단 자체가 해체될 것이다.

## 참고 문헌
- “스포츠지원포털 등록 현황”. 대한체육회.
- “KFA 통합경기정보 시스템”. 대한축구협회.